# Hr. Ms. Java
Hr. Ms. Java byl lehký křižník stejnojmenné třídy sloužící v Nizozemském královském námořnictvu. Měl sesterskou loď Hr. Ms. Sumatra. Stavba třetí lodě této třídy, Hr. Ms. Celebes byla v roce 1919 zrušena. Celebes měla být vlajkovou lodí nizozemského loďstva v Nizozemské východní Indii a proto byla plánována s trupem delším o 3 metry a o 155 tun větším výtlakem. Její stavba v amsterdamské loděnici Fijenoord byla zrušena ve chvíli, kdy bylo připraveno teprve 30 tun materiálu. Později ji ve službě nahradil nový lehký křižník Hr. Ms. De Ruyter.
Třída Java byla navržena německou loděnicí Friedrich Krupp Germaniawerft, zatímco lodě byly postaveny v loděnici Schelde naval shipyards. Křižník Java se začal stavět v roce 1916, ale spuštěn na vodu byl až 9. srpna 1921. Poté musel byl křižník zmodernizován a námořnictvo ho převzalo v roce 1925.
Nizozemské křižníky byly primárně určené pro službu v Nizozemské východní Indii. Koncepce lodi odpovídala lehkým křižníkům z první světové války s tím rozdílem, že třída Java měla mnohem větší výtlak a těžší výzbroj. V roce 1915, kdy se stavět začalo, byla jejich koncepce moderní, ale úspory a protahování dokončení lodí způsobilo, že do služby třída Java vstoupila jako poměrně zastaralá. Například neměla otočné, uzavřené dělové věže. Po dvou dělech bylo na přídi a zádi, na každém boku byl další pár. Původně Java nenesla letadlo. Bylo přidáno při modernizaci.

## Služba

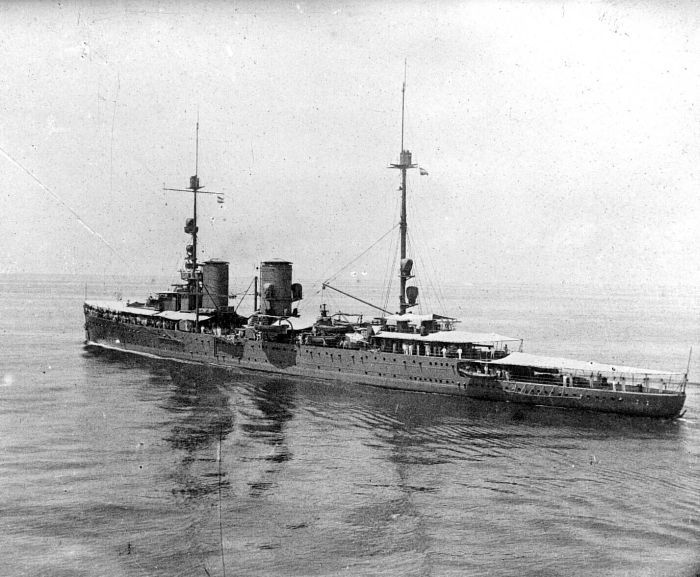
Java

Křižník se zúčastnil španělské občanské války, kdy sloužil jako doprovod konvojů.
Stejnou službu, tedy doprovod konvojů, vykonával i na začátku druhé světové války.
Po vstupu Japonska do války odplul do indonéských vod kde stal součástí jednotek pod velitelstvím ABDA. 18. února 1942 se zúčastnil bitvy v Badungském průlivu. 27. února 1942 se účastnil bitvy v Jávském moři, ve které byl potopen.
Do bitvy v Jávském moří vstoupil křižník Java jako součást eskadry společných spojeneckých sil (ABDA) pod velením nizozemského kontradmirála Doormana. Tato eskadra (5 křižníků a 12 torpédoborců) se utkala s japonskou eskadrou složenou z těžkých křižníků Nači, Haguro a 14 torpédoborců. Během bitvy byl křižník Java zasažen torpédem z křižníku Nači a poté se potopil i s 500 námořníky na palubě.

## Vrak

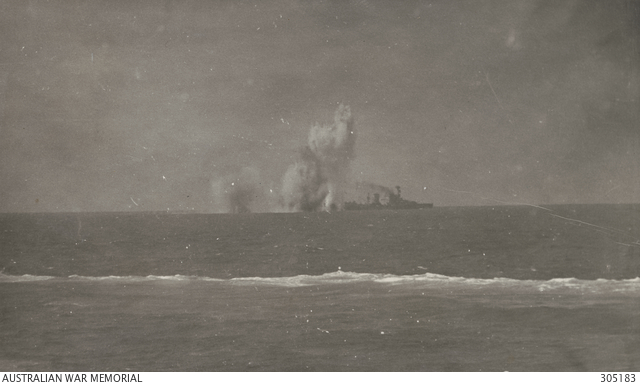
Java po palbou japonských válečných lodí

Vrak byl nalezen 1. prosince 2002 týmem potápěčů, který pátral po HMS Exeter. 15. listopadu 2016 oznámilo nizozemské ministerstvo obrany, že nadací Karla Doormana (Karel Doorman Fonds) financovaná výprava za účelem nafilmování a vyznačení polohy vraku před 75. výročím bitvy zjistila, že vrak zmizel. Za jeho nelegální likvidací stojí pravděpodobně sběrači kovů.